# Lorimar-Telepictures
La Lorimar-Telepictures Corporation, Inc. è stata una società di intrattenimento fondata il 7 ottobre 1985 in seguito alla fusione tra Lorimar Productions, Inc. e la Telepictures Corporation. La sede era negli ex Metro-Goldwyn-Mayer Studios (ora Sony Pictures Studios) a Culver City, in California, le sue attività comprendevano produzione e distribuzione televisiva in syndication (che operava sotto il nome di Lorimar-Telepictures), produzion di lungometraggi, home video e trasmissioni radiotelevisive.

## Storia
La fusione delle due società e la nascita di Lorimar-Telepictures fu annunciata il 7 ottobre 1985 da Merv Adelson e fu completata il 19 febbraio 1986. Lee Rich, uno degli altri fondatori di Lorimar, in seguito a questa e ad altre decisioni che non condivideva, vendette le sue azioni nel 1986 e lasciò l'azienda.
A partire dal 19 gennaio 1987, la Lorimar-Telepictures, rimanendo come "società madre", decise di lanciare divisioni separate con loghi e brand distinti, queste divisioni erano, Lorimar Television per la produzione televisiva, Lorimar Syndication per la diffusione via broadcast e via satellite e Lorimar International per la distribuzione televisiva. Il tutto era raccolto sotto il nome operativo Lorimar, mentre presso la Borsa di New York dove Lorimar era quotata era indicata con LT. Nello stesso anno Robert Rosenbaum verrà nominato vice presidente della produzione del ramo Lorimar Television.
Il quarto trimestre del 1986 si concluderà con una perdita pari a 21,7 milioni di dollari.
Il 12 gennaio 1989, la Lorimar-Telepictures confluità in Warner Communications in seguito all'acquisto da parte di quest'ultima.

## Elenco dei film/programmi prodotti/distribuiti da Lorimar-Telepictures
Nota: tutte le serie elencate qui sono ora di proprietà e distribuite dalla Warner Bros. Television Studios, con alcune eccezioni.
- The $1,000,000 Chance of a Lifetime
- Aaron's Way (1988)
- ALF (1986–1988)[8]
- ALF (1987–1988)[8]
- Alvin rock 'n' roll (1983–1988; solo syndication dei primi 65 episodi)
- Animalympics
- Apple's Way
- Bad Men of Tombstone (1949)
- Il mostro che uccide (1959)
- Behind the Screen
- Berrenger's
- The Best Times
- Padre e figlio, investigatori speciali
- Blood & Orchids
- Poliziotto di quartiere
- Boone
- Il ragazzo che sapeva volare (1986)
- Bridges to Cross
- Il bacio della pantera (1982)
- Catchphrase
- Sonno di ghiaccio (1985)
- I ragazzi del coro (1977)
- Club Med (1986)
- The Comic Strip
- Coming Out of the Ice (1982)
- Dallas (1985–1988)
- Lo spaventapasseri (1981)
- Dark Victory (1976)
- The Days and Nights of Molly Dodd
- A Death in California
- Detective in pantofole
- Doc Elliot
- The Dollmaker (1984)
- Eight Is Enough: A Family Reunion (1987)
- La famiglia Bradford
- Elephant Stampede (1951)
- Falcon Crest (1986–1989)
- Flamingo Road
- Flatbush
- Freddy's Nightmares (1988–1989) (con New Line Television e Stone Television)
- La legge del Signore (1956)
- Gli amici di papà (1987–1988)
- Fun House (con Stone Television)
- Games People Play
- Ghost of a Chance
- Gorilla nella nebbia (1988)
- Ralph supermaxieroe (1981–1983) (solo distribuzione)
- Gumby (1987–1989)[9]
- Hard Choices (film per cinema)
- Here's Lucy[10]
- La famiglia Hogan (1986–1989)
- Hothouse'
- La casa dei fantasmi (1959)
- Into the Homeland (1987)
- Nancy, Sonny & Co. (1986–1989)
- Jack Frost
- La vera storia di Jack lo squartatore (miniserie TV, 1988)
- Jake's Journey (1988–1989)
- Un tocco di genio
- Kazinsky
- Killer Shark (1950)
- California (1986–1989)
- I brevi giorni selvaggi (1969)
- Giochi stellari (1984)
- Legendary Ladies of Rock & Roll
- Colpi di luce (1985)
- Love Affair (1932)
- Love Connection (1986–1988)
- Accadde in paradiso
- Maggie Briggs
- La mamma è sempre la mamma
- "Master Harold"...and the Boys (1985)
- The Master of Ballantrae (1984)
- Matewan (1987)
- Max Headroom (escludo l'episodio pilota della Chrysalis Visual Programming per Channel 4)
- Mayberry R.F.D.
- Labirinti e mostri (1982)
- Voci nella notte (1988–1989)
- Uccidete Mister Mitchell (1975)
- The Morning After (1974)
- Il mattino dopo (1986)
- Il mio amico marziano
- Come prima... meglio di prima (1956)
- Le pazze storie di Dick Van Dyke
- Due figli a noleggio (1986–1987)
- Operation C.I.A. (1965)
- Vita col nonno
- The People's Court (periodo con Joseph Wapner)
- Perfect Match
- Balki e Larry - Due perfetti americani (1986–1989)
- Real People
- The Redd Foxx Show (1986)
- Reunion at Fairborough (1985)
- Rituals
- Rowan & Martin's Laugh-In[11]
- L'oca selvaggia colpisce ancora (1980)
- Second Serve
- Shattered Innocence (1988)
- She's the Sheriff (1987–1989)
- Sherlock Holmes di fronte alla morte (1943)
- Sherlock Holmes a Washington (1943)
- SilverHawks
- Skag
- Snowfire (1958)
- Il salario della paura (1977)
- Spies (1987)
- The Stranger Within (1974)
- Summer Girl
- Superior Court
- Tank (1984)
- ThunderCats (1986–1989)
- Per un pugno di donne (1965)
- Delitto del faro (1960)
- Shunka Wakan - Il trionfo di un uomo chiamato Cavallo (1983)
- Two Marriages
- Una famiglia americana
- Warm Hearts, Cold Feet (1987)
- The Waverly Wonders
- Young Dillinger (1965)

La Lorimar-Telepictures ha inoltre distribuito, nei mercati internazioni, la maggior parte delle serie di DIC Entertainment e Saban Entertainment precedenti al 1990. Ad oggi la maggior parte delle serie DIC sono distribuite da WildBrain, invece la maggior parte delle serie Saban sono attualmente distribuite da Disney-ABC Domestic Television, così come alcuni dei film della Universal Pictures originariamente distribuiti dalla Lorimar sono attualmente distribuiti da NBCUniversal Syndication Studios tramite la sua divisione Universal Television.

## Broadcasting
La Lorimar-Telepictures, grazie alla Telepictures, deteneva anche quote di proprietà di diverse stazioni televisive, per lo più situate in mercati più piccoli e a Porto Rico. Nel 1985 l'azienda tentò di acquisire la Multimedia, Inc. (che possedeva otto stazioni televisive e quindici stazioni radio), con una offerta di $ 1 miliardo di dollari, non andata però a buon fine. Il 21 maggio 1986, la Lorimar-Telepictures accettò di acquistare per 1,85 miliardi di dollari, dalla società di private equity KKR: WTVJ (canale 4) a Miami, insieme alle stazioni Storer Communications WAGA-TV di Atlanta, WITI a Milwaukee, WJBK a Detroit, WJW-TV a Cleveland, WSBK-TV a Boston e KCST a San Diego. La sola WTVJ, compreso l'edificio dello studio e il terreno circostante, sarebbe stata acquistata per 405 milioni di dollari. Insieme alle stazioni Storer erano inclusi anche la società di produzione, la divisione vendite pubblicitarie e l'ufficio stampa di Washington. La Lorimar-Telepictures sempre nel 1986 avanzò anche offerte di acquisto per la WPGH-TV di Pittsburgh e per la WTTV di Bloomington. La WPGH-TV, che fu acquistata con successo dalla Lorimar, fu ri-venduta a Renaissance Broadcasting nel 1987, l'offerta di acquisto per WTTV, invece non è andata a buon fine e la stazione fu acquistata dalla Capitol Broadcasting Company.
Il 22 ottobre 1986, la Lorimar-Telepictures richiese di escludere la WTVJ dall'accordo con la KKR, dopo aver appreso che la CBS, a cui la WTVJ era affiliata, aveva chiesto ai proprietari della WCIX (canale 6) di Miami, informazioni su un acquisto ad un prezzo vantagioso, e di disaffiliare le altre stazioni Storer dalla rete, ciò mise a repentaglio la valutazione della WTVJ e l'accordo alla fine fallì. La WTVJ fu quindi venduta da KKR alla NBC nel gennaio 1987 dando inizio a un complicato scambio di affiliazione di sei stazioni tra Miami e West Palm Beach che portarono il 1 gennaio 1989 a lasciare milioni di televisori senza trasmissioni. Alcuni analisti di mercato finanziario sostennerò che la Lorimar avrebbe pagato eccessivamente la WTVJ, poiché i 405 dollari milioni di dollari era quasi 21 volte il flusso di cassa di WTVJ (i prezzi di acquisto tipici delle stazioni erano da 10 a 14 volte il flusso di cassa) ciò avrebbe reso difficile coprire gli interessi sui quasi 2 miliardi di dollari in obbligazioni ad alto rendimento. La Storer Broadcasting fu invece venduta a George N. Gillett Jr. nel 1987. KCPM, KSPR e KMID di proprietà anch'esse della Lorimar dal 1984, furono vendute alla Goltrin Communications nel 1988.
| Area di attività / Mercato   | Stazioni | Canale | Anni di proprietà                                    | Stato corrente                                               |
| ---------------------------- | -------- | ------ | ---------------------------------------------------- | ------------------------------------------------------------ |
| Chico–Redding                | KCPM     | 24     | 1985–1988                                            | NBC/Telemundo affiliato KNVN, posseduto da Maxair Media, LLC |
| Springfield–Branson–Harrison | KSPR     | 33     | 1985–1988                                            | Defunta, trasmissioni interrotte dal 2017                    |
| Pittsburgh                   | WPGH-TV  | 53     | 1986–1987                                            | Affiliata Fox posseduta da Sinclair Broadcast Group          |
| San Juan–Ponce–Mayagüez      | WLII-DT  | 11     | Affilita Univision posseduta da Liberman Media Group |                                                              |
| San Juan–Ponce–Mayagüez      | WSUR-TV  | 9      | 1986–1991                                            | Affilita Univision posseduta da Liberman Media Group         |
| Odessa–Midland               | KMID     | 2      | 1985–1988                                            | Affiliata ABC posseduta da Nexstar Media Group               |